# Кошаев, Николай Михайлович
Никола́й Миха́йлович Коша́ев (1911—1976) — Гвардии полковник Советской Армии, участник Великой Отечественной войны, Герой Советского Союза (1944).

## Биография
Родился 22 мая 1911 года в селе Набережные Челны (ныне — город в Татарстане).
После окончания Уральского индустриального института работал инженером-строителем на Нижнетагильском металлургическом заводе.
В 1935 году призван на службу в Рабоче-крестьянскую Красную Армию. В 1937 году он окончил курсы усовершенствования командного состава. Участвовал в польском походе. С июня 1941 года — на фронтах Великой Отечественной войны. К марту 1944 года гвардии полковник Николай Кошаев командовал 11-й отдельной гвардейской танковой бригадой, 2-й танковой армии, 2-го Украинского фронта. Отличился во время боёв под Уманью.
В начале марта 1944 года Кошаев во главе группы из 18 танков предпринял рейд по немецким тылам. Группа успешно захватила вражеский аэродром и штаб пехотной дивизии вермахта. В общей сложности в результате рейда было уничтожено 124 танка и большое количество другой боевой техники, нарушены вражеские коммуникации и линии связи, уничтожено большое количество солдат и офицеров противника. В тех боях Кошаев был тяжело ранен, лишился левой руки.
Указом Президиума Верховного Совета СССР от 11 марта 1944 года за «образцовое выполнение боевых заданий командования на фронте борьбы с немецкими захватчиками и проявленные при этом мужество и героизм» гвардии полковник Николай Кошаев был удостоен высокого звания Героя Советского Союза с вручением ордена Ленина и медали «Золотая Звезда» за номером 3924.
После выписки из госпиталя Кошаев работал начальником военной кафедры Московского института стали и сплавов.
В 1962 году он вышел в отставку. Проживал в Москве. Умер 25 сентября 1976 года, похоронен на Востряковском кладбище Москвы.

## Награды
Был также награждён двумя орденами Красного Знамени, орденом Отечественной войны 1-й степени, двумя орденами Красной Звезды, рядом медалей и американским орденом «Легион почёта».